# الک ریور (مینه‌سوتا)
الک ریور  (به انگلیسی: Elk River) شهری در شهرستان شربرن ایالت مینه‌سوتا در کشور ایالات متحده آمریکا است که جمعیت آن در سرشماری سال ۲۰۱۰ میلادی، ۲۲۹۷۴ نفر بوده‌است.